# مارك ليارد
مارك ليارد (بالإنجليزية: Marc Laird)‏، من مواليد 23 يناير 1986 في إندبره في إسكتلندا، لاعب كرة قدم إسكتلندي.
بدأ مسيرته الكروية مع نادي مانشستر سيتي، وهو يلعب معهم حتى الآن.

## روابط خارجية
- مارك ليارد على موقع قاعدة بيانات كرة القدم.إي يو (الإنجليزية)
- مارك ليارد على موقع Soccerbase.com (لاعب) (الإنجليزية)
- مارك ليارد على موقع كووورة